# 易佳良
易佳良（1960年3月—），湖南长沙人，中华人民共和国政治人物。中共中央党校经济学研究生。

## 生平
1960年3月，易佳良出生在湖南省长沙市。1983年5月毕业后参加工作，出任中国共产主义青年团郊区马王堆乡委员会书记，次年3月成为副乡长，1987年7月成为乡长助理，期间在1988年6月加入中国共产党。1990年2月正式升任乡长。
1991年4月，易佳良出任中国共产主义青年团长沙市委员会副书记。1994年10月，易佳良升任郊区区长助理，兼任湘湖渔场场长、党委书记，次年10月升任副区长。1996年7月出任中共雨花区委常委、副区长。2001年2月出任区长，次年1月升任党委书记。2006年4月，易佳良调任中共浏阳市委书记，2007年升任中共长沙市委常委。2011年9月出任湖南省食品药品监督管理局党组副书记、副局长。
2013年5月，易佳良成为中共永州市委常委、市人民政府常务副市长。2015年7月成为代理市长，8月正式出任市长，兼任市委副书记。
2017年12月，易佳良出任湖南省人民政府副秘书长、办公厅党组成员。
2020年7月30日，易佳良出任湖南省人民代表大会环境与资源保护委员会副主任。